# Catoptria margaritellus
Catoptria margaritellus là một loài bướm đêm trong họ Crambidae.